# بریووترا
بریووترا (به لاتین: Berivotra) یک منطقهٔ مسکونی در ماداگاسکار است که در بتسیبوکا واقع شده‌است. بریووترا ۷٬۳۸۴ نفر جمعیت دارد.